# 絶対奪格
絶対奪格（ぜったいだっかく、羅: ablativus absolutus アブラーティーウス・アプソルートゥス）または独立奪格は、ラテン語の文法用語で、奪格（ablativus）名詞句が副詞句的に時・理由などを表す用法を指す。その他、絶対的奪格、奪格の独立的用法などとも呼ばれる。「絶対」と呼ばれる所以は主文の時称や法に影響されないことや主文の主語と形式的に一致しないことによる。

## 意味と用法
名詞の奪格がそれを修飾する語（分詞や形容詞、名詞など）の奪格を伴って、それぞれ主語と述語の関係をなし、主文（主節）の状況を示す副文（副詞節）のように用いられる。副詞節の働きをするものの接続詞なしに用いられるため、理由、時、条件、譲歩などのうちどれを意味するかは文脈に依存する。ラテン語では完了分詞に能動態の意味はなく完了受動分詞を用いるしかないため、名詞句で表現するために完了分詞の絶対奪格により代用される。
名詞の奪格に現在分詞の奪格を伴うと、名詞を主語、現在分詞を主文と同時の能動の述語を表現する句となる。
Mātre repugnante, fīlia sīc fēcit.
母親が反対しているのに、娘はそのようにした。
名詞の奪格に完了分詞の奪格を伴うと、名詞を主語、完了分詞を主文より過去の受動の述語で表現する句となる。2つ目の文のように名詞を目的語とし、能動で訳すこともできる。
Urbe captā, Aenēās fūgit.
都市が攻め落とされるとアエネーアースは逃走した。
Nostrīs vīsīs, hostēs fūgērunt.
我が軍を見ると、敵は逃げた。（我が軍が見られると、敵が逃げた。）
名詞の奪格を並べると、一方は主語、他方は述語（補語）を表す句となる。
Ovidiō exule Mūsae planguntur.
ムーサはオウィディウスが流されて嘆いた。
名詞の奪格に形容詞の奪格を伴うと、名詞を主語、形容詞を述語とする句となる。
Patre vīvō, puella beāta erat.
父が生きている間は、少女は幸せだった。
時、条件や動作などが絶対奪格により表現される。
Īrā calefactā, sapientia dormit.
怒りに火がつけば知恵は眠り去る。
Dominō absente, fenestram penetravit.
家主がいないときに窓を通って入る。
Passīs palmīs pācem petīvērunt.
手を広げて和平を訴える。
リーウィウスや後期の作家には不定詞節が使われている用例がある。
audītō eum fūgisse...
彼が逃げたのを聞いて、

### 著作における表現
カエサルの著作では、絶対奪格はしばしば文頭に置かれた。さらに多くは段落の冒頭に置かれ、その区切りを意識して使用されていたと考えられている。主要な情報と副次的な情報を区分して、前者を主文の構文に任せて後者を担い、情報伝達を明確にする役割および、 文（段落）と文（段落）を深く確実に連結する語用論的役割を持っていた。
キケローやホラーティウスの著作には以下のような表現がみられる。
Sī gladium quis apud tē sānā mente dēposuerit, repetat insāniens, reddere peccātum sit, officium nōn reddere.
刀を誰かが君の手元に頭が正常な時に預けたとして、頭がおかしい状態で返してくれと言ってきた場合、返すことは間違いで、返さないのが義務というものであろう。（キケロー『義務について』 3, 95）
Quid rīdēs? Mūtātō nōmine dē tē fābula narrātur.
なぜお前は笑うのか。名前を変えると、その話はお前について語っているのに。（ホラーティウス『風刺詩』1. 1. 69-70）

## 年の表現
古代ローマでは、特定の年を表示するのにその年の2人の執政官 (consul) の名を絶対奪格で表す方法を用いた。これは、年ごとにローマの執政官が2人セットで選出されたことによる。なお、紀元前753年を建国年とするローマ建国紀元 A.U.C. (ab urbe conditā, annō urbis conditae) を用いる表現方法もあった。
Cn. Pompēiō M. Crassō consulibus...
グナエウス・ポンペーイウスとマールクス・クラッススが執政官のときに
Nātus est Augustus M. Tulliō Cicerōne C. Antoniō consulibus.
アウグストゥスはマールクス・トゥッリウス・キケローとガーイウス・アントニウスが執政官だった年に生まれた。

## 言語史
同様の構文は古代ギリシア語では属格（独立属格）、サンスクリットでは処格、古代教会スラブ語では与格で表される。
ラテン語における絶対奪格を用いた文のギリシア語での表現は以下の通りとなる。
vere appropinquante, multi flores florent.
τοῦ ἔαρος προσερκομένου, πολλὰ ἄνθη ἀνθεῖ.
春が近づくと、多くの花が咲く。
ラテン語の絶対奪格はヨーロッパの近代諸言語において、格の融合と縮退や分詞構文の発達形成に影響を及ぼした。古典ラテン語における絶対奪格は古くから詳しく研究されてきた。中世ラテン語においても好まれ、多用された。